# Rue de Surène
La rue de Surène est une voie du 8e arrondissement de Paris.

## Situation et accès
Elle commence  rue Boissy-d'Anglas et se termine rue des Saussaies.
Le quartier est desservi par les lignes 8, 12 et 14 à la station Madeleine.

## Origine du nom
La rue de Surène se trouverait à l'emplacement de l'ancien chemin menant vers Suresnes, ville des environs de Paris et dont elle tiendrait son nom. Elle pourrait le tenir précisément d'un hommage rendu à la conférence de Suresnes de 1593, à la fin des guerres de Religion, lorsque les délégués de la Ligue s'y étaient rendus depuis Paris, la porte empruntée à l'extrémité des Tuileries ayant alors même pris le nom de « porte de la Conférence ».

## Historique
Cette voie qui est tracée sur le plan de Jouvin de Rochefort de 1672 commençait alors, en ayant sur la gauche l'hôtel de Chevilly construit en 1728, qui se situait dans l'espace actuel de la place de la Madeleine, et sur la droite le mur des Bénédictines de la Ville-l'Évêque, dont le couvent se trouvait à l'angle de la rue de Surène et de la rue de l'Arcade, du côté des numéros pairs (voir « Rue de la Ville-l'Évêque »).
La fabrique de l'ancienne église de la Madeleine possédait depuis un temps immémorial des marais situés entre les actuelles rue du Faubourg-Saint-Honoré et rue de Surène. En 1690, devant la croissance de la population du faubourg de la Ville-l'Évêque, le curé de la Madeleine installa sur une partie de ces marais un cimetière d'une superficie d'environ 200 toises, celui situé à proximité immédiate de l'église étant devenu trop petit. Ce nouveau cimetière, qu'on appelait le « grand cimetière des pauvres », avait son entrée vers les nos 29 à 33 actuels de la rue de Surène et s'étendait jusqu'à l'emplacement actuel de la rue Montalivet. On trouvait également rue de Surène, en 1697, une maison destinée à loger des soldats.
En 1721, le curé de la Madeleine échangea le cimetière du chemin de Surène avec un sieur Descazaux qui s'engagea à acquérir pour le donner à la fabrique le terrain nécessaire à l'agrandissement de l'ancien cimetière proche de l'église. Le 17 avril 1723, Descazaux vendit le terrain du grand cimetière à Joseph-Antoine d'Aguesseau (1679-1744), frère cadet du chancelier d'Aguesseau, conseiller honoraire au Parlement de Paris, ainsi que M. de Champeron et Mme de La Vergne, qui avaient obtenu par lettres patentes du 6 février 1723 l'autorisation d'y créer un grand marché comprenant six étaux de boucherie. On y accédait par l'actuelle rue de Duras, ouverte en 1723 sur les jardins de l'hôtel de Duras. Mais, trop excentré, le marché périclita et des lettres patentes datées du camp d'Alost le 16 août 1745 en autorisèrent le transfert à un emplacement situé entre la rue de la Madeleine (rue Boissy-d'Anglas) et la rue Royale sur un terrain vendu par l'avocat André Mol de Lurieux. Sur l'emplacement primitif du marché fut élevé l'hôtel de La Marck qui subsiste encore aujourd'hui.
Une décision ministérielle du 23 germinal an IX (13 avril 1801) et une ordonnance royale du 27 septembre 1836 ont fixé la largeur de la rue à 10 mètres.

## Bâtiments remarquables et lieux de mémoire
- Charles Lecocq (1832-1918), compositeur demeura dans cette rue.
- Auguste Frédéric Louis Viesse de Marmont (1774-1852), maréchal de France habitat dans cette rue en 1830.
- Arsène Lupin y demeure sous le nom de Jean Dubreuil
- No 6 : Albertine Hottin y meurt en 1906. Jean Cocteau y demeure en 1927[6].
- No 7 : siège du FN entre 1972 et 1980.
- No 9 : emplacement des anciens bureau des voitures publiques des environs de Paris et passage vers la cour des Coches (voir le 16, rue d'Anjou) (bâtiment détruit).
- No 11 (angle de la rue d'Anjou) : autrefois dépendance de l'hôtel de Contades (bâtiment détruit).
- No 19 : théâtre de la Madeleine. Construit en 1924 à l'emplacement d'un manège de chevaux.
- No 21 bis (angle de la rue d'Aguesseau) : emplacement du petit hôtel du marquis de L'Aigle au XVIIIe siècle. Puis hôtel du comte de Foy, appartenant à M. Arnaud de l'Ariège (en 1910)[7] (bâtiment détruit).
- No 21 bis : lupanar du Second empire, connu par l'« affaire de la rue de Suresnes »[8],[9] ; aujourd'hui ambassade d'Ouzbékistan.
- No 25 : hôtel de La Marck (dit aussi de Choiseul-Meuse). Construit en 1760 sur un terrain provenant de l'ancien marché d'Aguesseau pour Louis-Engelbert (1701-1773), comte de La Marck, lieutenant général des armées du roi et gouverneur de Cambrai et du Cambrésis, et sa seconde épouse, née Marie-Anne-Françoise de Noailles (1719-1793), fille du maréchal-duc de Noailles. Leur fille unique, Louise-Marguerite de La Marck (1730-1820), dernière du nom, épousa en 1748 Charles-Léopold de Ligne (1721-1778), prince et duc d'Arenberg. Mais l'hôtel avait été vendu après la mort du comte de La Marck et appartint au maréchal de Castries (1727-1801), secrétaire d'État de la Marine de Louis XVI, qui avait sa résidence en l'hôtel de Castries, rue de Varenne et loua l'hôtel de La Marck à la marquise de Chauvelin puis à la duchesse de Deux-Ponts. Le maréchal de Castries vendit l'hôtel au marquis de La Fayette, qui n'y habita pas davantage et le loua à François-Joseph de Choiseul-Meuse (°1736- ), guidon des gendarmes bourguignons, et sa femme, Anne-Élizabeth de Braque[5]. Il appartint ensuite au diamantaire Henri Schwabacher et eut pour locataire le comte d'Espagnac[10]. Au XIXe siècle, l'hôtel appartint pendant quatorze ans à la famille Mercy-Argenteau. Au début du XXe siècle, l'hôtel appartenait au comte de Pierre[11]. En 1935, il fut acquis par la Belgique qui y installa la chancellerie de son ambassade puis, lorsque celle-ci déménagea rue de Tilsitt en 1951, en fit la résidence de son ambassadeur à Paris. Le corps de bâtiment principal se trouve entre une cour carrée et un jardin clos de murs, formant l'angle de la rue d'Aguesseau et de la rue Montalivet, auquel on accède par un large perron. L'entrée qui se trouvait autrefois sur la rue d'Aguesseau a été transférée sous le Second Empire sur la rue de Surène, sur laquelle la cour de l'hôtel ouvre par deux doubles portes cochères. Sur la rue d'Aguesseau a été élevé un corps de bâtiment qui renferme un vaste hall donnant sur l'escalier d'honneur. Au rez-de-chaussée, plusieurs pièces ont été réunies au XIXe siècle pour créer une vaste salle à manger d'apparat. Les salons de réception conservent leurs boiseries blanc et or de style rocaille et la ferronnerie en bronze doré aux initiales S.T. du bronzier Sterlin. L'un des salons est décoré de chinoiseries attribuées à Christophe Huet. Le mobilier d'origine a été dispersé à la mort du comte de La Marck mais le détail en est connu par un inventaire : il comprenait plusieurs pendules réalisées par des horlogers célèbres et une grande quantité de porcelaines et de tableaux.
- No 27 : emplacement des bureaux du compositeur, parolier et producteur de musique Claude Carrère dans les années 1970-1980 (bâtiment détruit).
- No 28 : le compositeur Charles Lecocq (1832-1919) habitait à cette adresse en 1910[12]. En fond de parcelle et s'étendant jusqu'à la rue de la Ville-l'Évêque se trouvait l'ancien hôtel de Boufflers, construit au XVIIIe siècle[13] (bâtiment détruit).

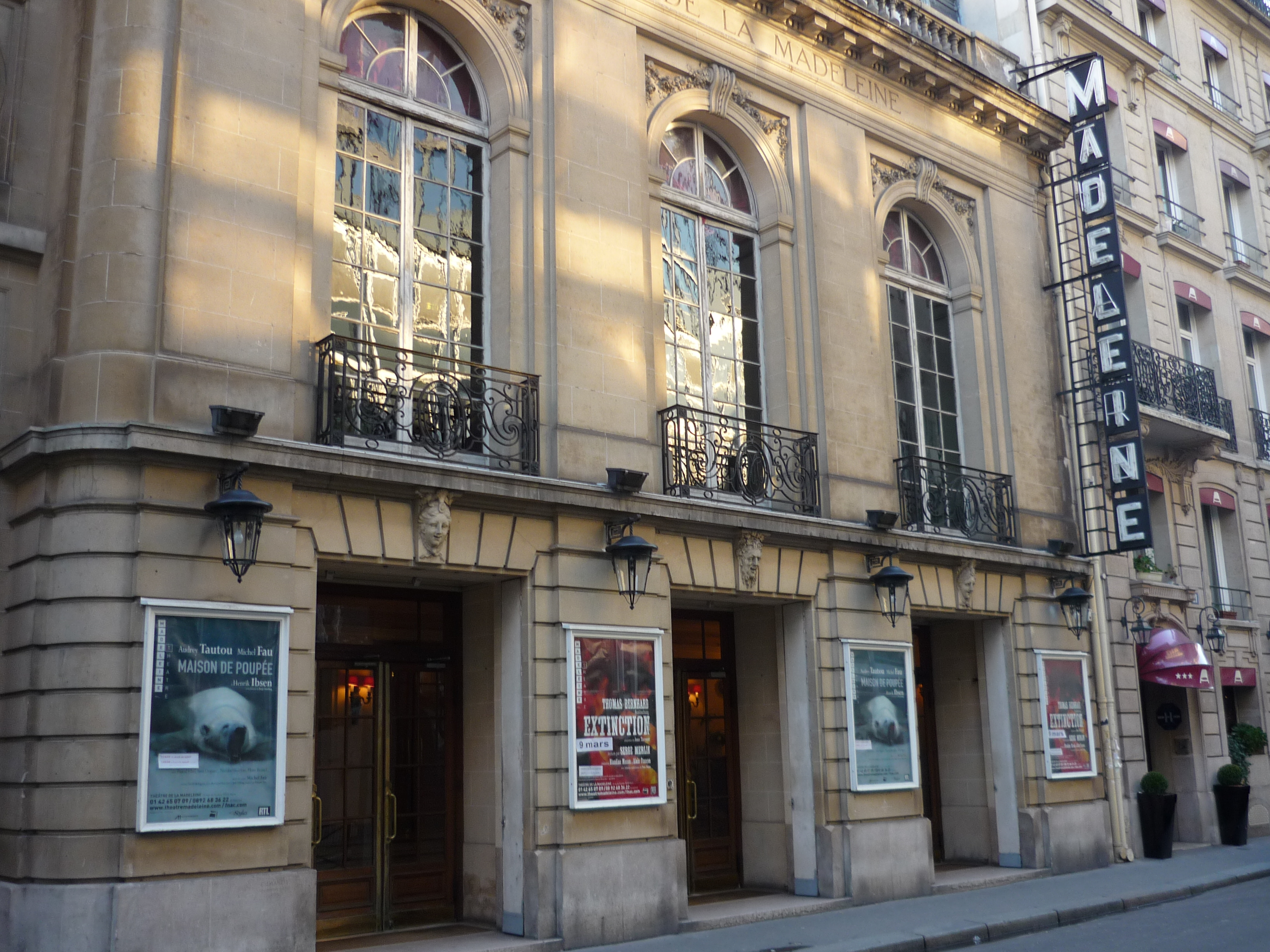
No 19 : théâtre de la Madeleine.
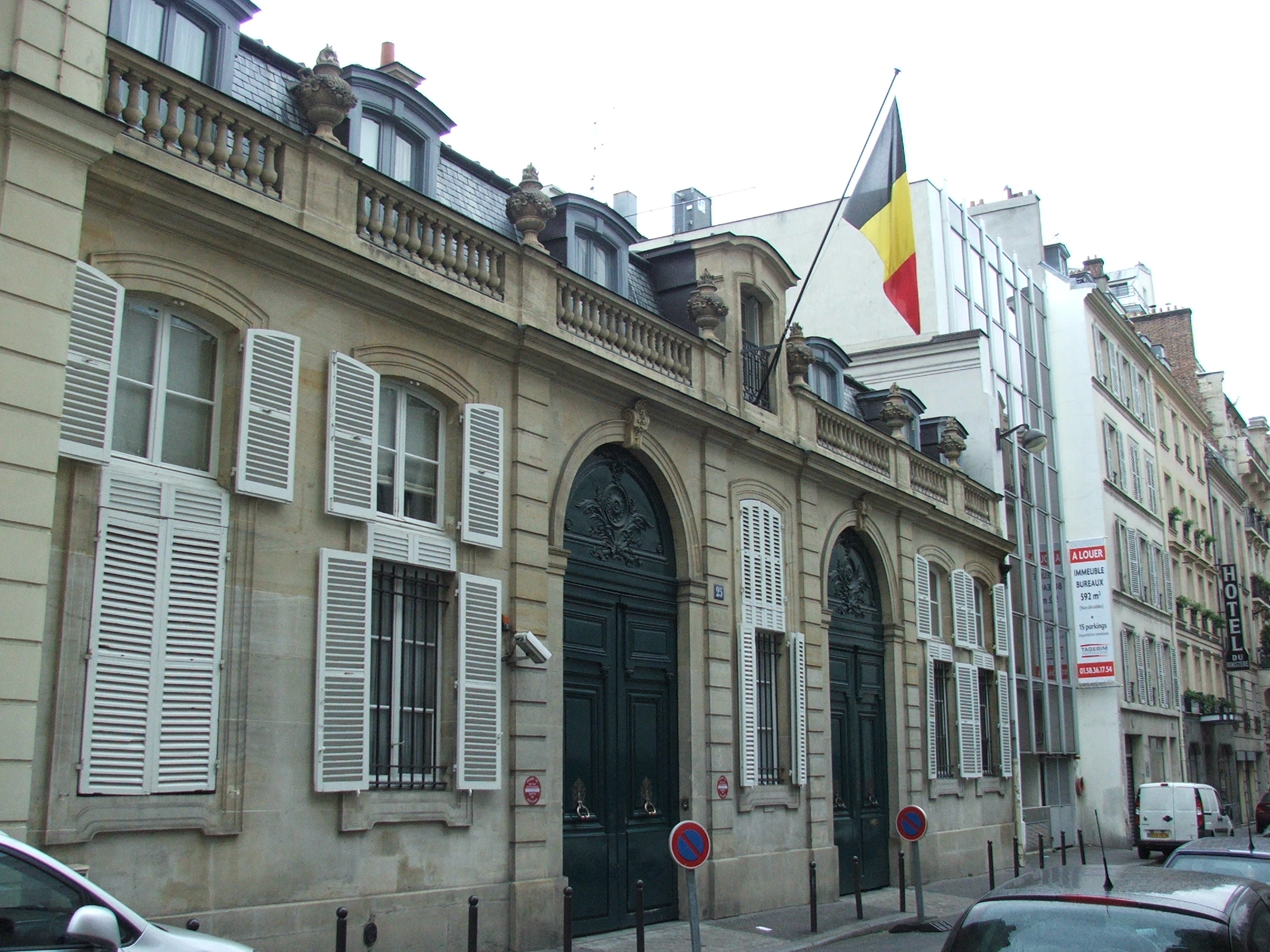
No 25 : résidence de l'ambassadeur de Belgique, ex-ambassade (hôtel de La Marck, dit aussi de Choiseul-Meuse).